# Wangdian (socken i Kina, Henan)
Wangdian (kinesiska: 王店, 王店乡) är en socken i Kina. Den ligger i provinsen Henan, i den centrala delen av landet, omkring 180 kilometer söder om provinshuvudstaden Zhengzhou.
Genomsnittlig årsnederbörd är 917 millimeter. Den regnigaste månaden är augusti, med i genomsnitt 161 mm nederbörd, och den torraste är januari, med 7 mm nederbörd.